# Циглер, Вилли
Вилли Циглер (нем. Willi Ziegler; 1929—2002) — немецкий стратиграф и палеонтолог.

## Биография
Родился 13 марта 1929 года в семье шахтёра в небольшом городке земли Гессен, где провел детские и юношеские годы.
16-летним юношей в 1945 году Вилли стал солдатом, несколько месяцев воевал на Западном фронте и полгода находился в американском лагере для военнопленных.
Окончил среднюю школу в Гисене в 1949 году. С 1950 года изучал геологию в Кёльне и в университете Марбурга, также слушал палеонтологию во Франкфурте-на-Майне у Рудольфа Рихтера в 1953—1954 годах. В 1956 году Циглер получил докторскую степень в Марбурге под руководством Карла Вальтера Кокела, тема диссертации «Conodontes Stratigraphie от unter-Ems до Unter-Givet» («Конодонтовая хронология от раннего эмса до раннего живета»).
В 1958 году Вилли Циглер начал работать в геологическом ведомстве земли Северный Рейн-Вестфалия в Крефельде, где он создал лабораторию. В качестве геолога-съемщика он занимался изучением палеозоя, особенно девона. Именно в это время составил листы геологических карт Плеттенберг и Аттендорф земли Северный Рейн-Вестфалия.
В 1962 году он поселился в Бонне и в этом же году получил звание профессора, тема его конкурсной работы «Дифференциация фауны и её зависимость от палеоэкологических условий». В 1965—1966 годах он был приглашенным профессором в Техасском университете в Остине. В 1976—1984 годах Циглер возглавлял Международную подкомиссию по стратиграфии девона. Его перу принадлежат более 300 научных работ, многие из которых стали настольными книгами для исследователей конодонтов.
С 1980 по 1995 год Вилли Циглер был руководителем общества Senckenberg Gesellschaft für Naturforschung и директором Зенкенбергского музея во Франкфурте-на-Майне.
Умер 8 августа 2002 года.
Был удостоен многих наград Германии, а также иностранных наград.